# 彭大將軍紀念碑
彭大將軍（彭家珍）紀念碑位於四川省成都市青白江区城厢镇，文物遺址年代判定為1913年。1980年7月7日列為四川省重新確定公布的第一批省級文物保護單位。